# Древняя Российская вивлиофика
«Древняя Российская вивлиофика»(рос. дореф. Древняя россійская вивліоѳика) — популярне видання документів з історії Росії М.Новікова (Москва, 1773–75, ч. 1–10). У передмові до першого числа М.Новіков писав, що ставив за мету підняти патріотичні почуття своїх співвітчизників, адресував його любителям російських старожитностей. У підборі документів велику роль відігравав М.Бантиш-Каменський. Видавець домігся від імператриці Катерини II дозволу на надання йому з архіву Колегії закордонних справ копій з опису посольств, різних чинів, обрядів. Одержував рукописи з Києво-Печерської лаври, бібліотек Г.-Ф.Міллера, М.Бантиш-Каменського та ін. Друкувалися грамоти князів московських, тверських, рязанських, суздальських, смоленських, литовських, ханські ярлики, статейні списки московських та іноземних посольств, зокрема Антоніо Поссевіно в Москву (1581), документи про участь київського митрополита Ісидора у Флорентійському соборі (див. Флорентійська церковна унія 1439), чини поставлення на царство, одруження, поховання царів і цариць, князівські генеалогії, панегірики та ін. Опубліковано низку документів з історії України: виписки з Малоросійського приказу про складання гетьманських клейнодів гетьманом П.Дорошенком, про російсько-турецьку війну 1677–1678, чолобитна князю В.Голіцину від козацької старшини зі скаргою на гетьмана І.Самойловича (1774, ч. 3), виписка з Малоросійського приказу про обрання гетьманом І.Мазепи (1774, ч. 4), діаріуш Димитрія Ростовського (1774, ч. 6).
1782 М.Новіков передрукував ч. 1 та 2 за 1773. 2-ге видання, доповнене, хронологічно і предметно систематизоване, вийшло в 1788–91 (ч. 1–20). Серед опублікованих документів – устав князя Володимира Святославича, ярлики ханські (1788, ч. 6), послання київського митрополита Г.Цамблака (1790, ч. 14), "Историческое известие о Киевской академии" (1790, ч. 16), "Сказание о Свенском монастыре, чудотворцах Антонии и Феодосии Печерском" (1791, ч. 20) та ін.